# Sundance, Utah

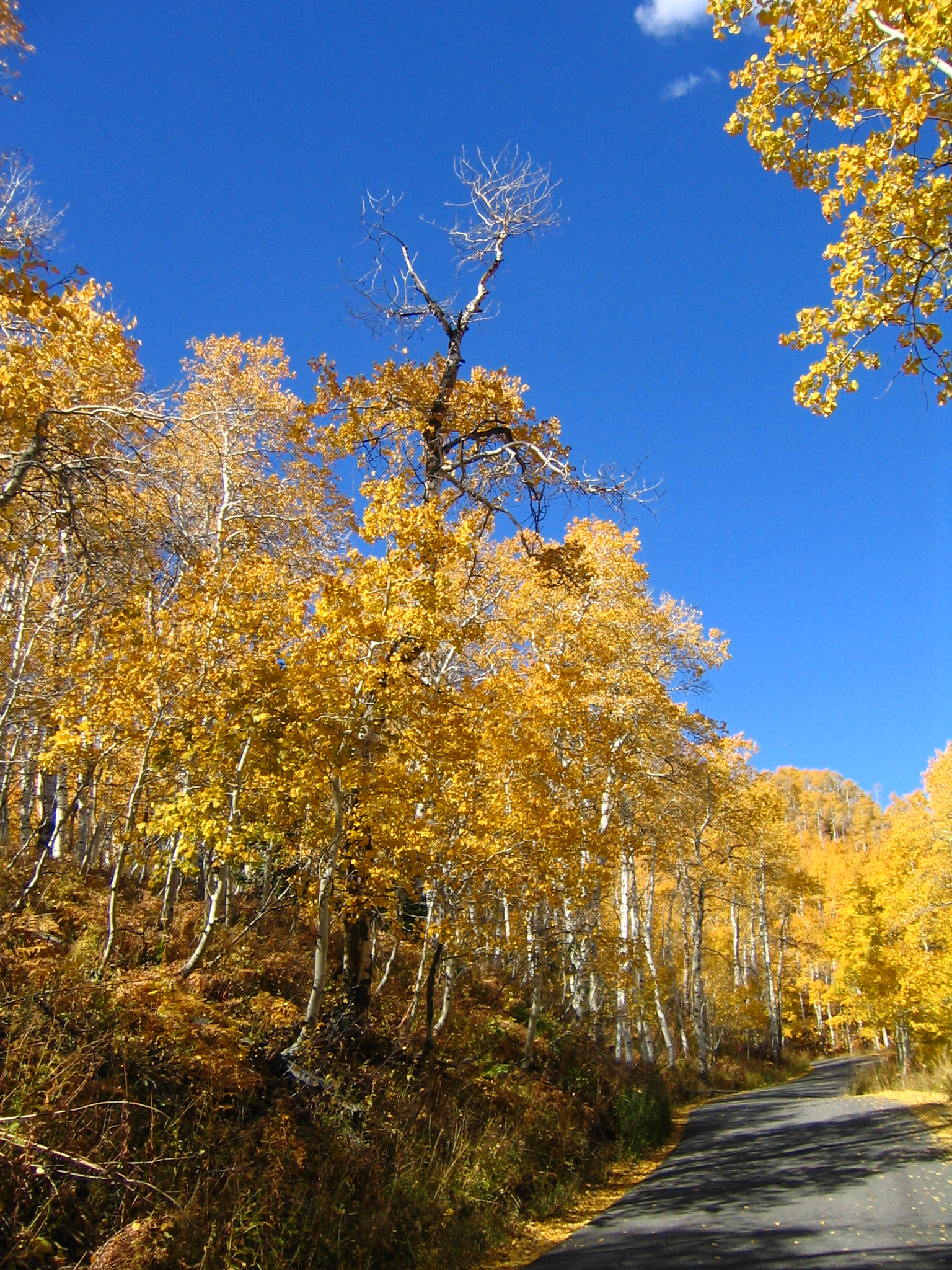
Sundance în timpul toamnei.

Sundance este o stațiune de schi situată lângă Provo, Utah. Cumpărată de către actorul american Robert Redford în 1968, pe când era foarte puțin cunoscută și frecventată, Sundance a devenit în timp un loc foarte căutat pentru sporturile de iarnă. Stațiunea de schi este denumită după numele personajului interpretat de Redford în filmul realizat în 1969, Butch Cassidy and the Sundance Kid, care l-a rândul său, fusese numit după localitatea Sundance, Wyoming, cu care nu trebuie confundat.
Zona de schi fusese anterior deschisă cu numele de Timp Haven, în 1944, de către familia Ray Stewart pentru mai bine de 20 de ani. Inițial existase doar un cablu de schi iar ulterior  a fost adăugat un telescaun.
Unul din filmele lui Redford, producția din 1972, Jeremiah Johnson, a fost filmat în apropierea stațiunii.
Festivalul de film Sundance, conform originalului Sundance Film Festival, care se ține la circa 48 de km nord (sau 30 de mile), în orașul Park City, este o competiție de filme pentru realizatorii de filme independente, devenit foarte bine cunoscut în industria filmului și a altor modalități mass media. Este unul dintre cele mai mari festivale de filme independente din Statele Unite, dar și din întreaga lume.